# 월리스 기븐스
제임스 월리스 기븐스(James Wallace Givens, Jr. 1910년12월14일 -1993년3월5일)는 수학자이자 컴퓨터과학의 선구자이다. 그는 유명한 기븐스 회전(Givens rotation)의 시조이다. 버지니아주 샬로 테 빌 근처의 작은 마을 알베린(Alberene)에 사는 교사의 아들로 태어난 그는 1928년 17세의 어린나이에 모교 린치버그 칼리지(Lynchburg College)에서 학사 학위를 취득했다. 1931년 버지니아 대학교에서 벤 시온 린 필드 (Ben Zion Linfield)밑에서 석사 학위를 받았다. 1936년 프린스턴 대학에서 오즈월드 베블런밑에서 박사 학위를 받았다. (논문 제목 : 선형 공간의 텐서 좌표)
그는 박사 학위 과정에서 프린스턴 고등연구소의 베블런의 조교였으며 나중에 테네시주 녹스빌에 있는 테네시 대학교의 교수를 지냈다. 그는 또한  뉴욕 대학교(NYU)의 쿠란트 수학연구소에서 유니박 I(UNIVAC I)을 작업했으며 나중에 맨해튼 프로젝트의 오크리지 국립연구소(Oak Ridge National Laboratory)에서 존 폰 노이만 이 설계한 IAS 아키텍처에 기반한 오라클컴퓨터를 작업했었다.
1963년 그는 시카고 근처 아르곤 국립 연구소의 선임 과학자로 임명되어 나중에 응용 수학 학부장 (1964-1970)의 책임자가 되었다. 1968년에서 1970년까지 그는 미국산업및응용수학회(The Applied Mathematics Society)의 14 번째 회장이었다. 1979년 그는 노스웨스턴 대학교 명예 교수로 은퇴했다.

## 같이 보기
- 알스톤 스콧 하우스홀더

## 참고
- Givens, Wallace. "Numerical computation of the characteristic values of a real symmetric matrix". Oak Ridge Report Number ORNL 1574 (physics) (1954).